# 布廖纳
布廖纳（義大利語：Briona），是意大利诺瓦拉省的一个市镇。总面积24平方公里，人口1236人，人口密度51.5人/平方公里（2009年）。ISTAT代码为003027。